# Gros Morne (Neufundland)

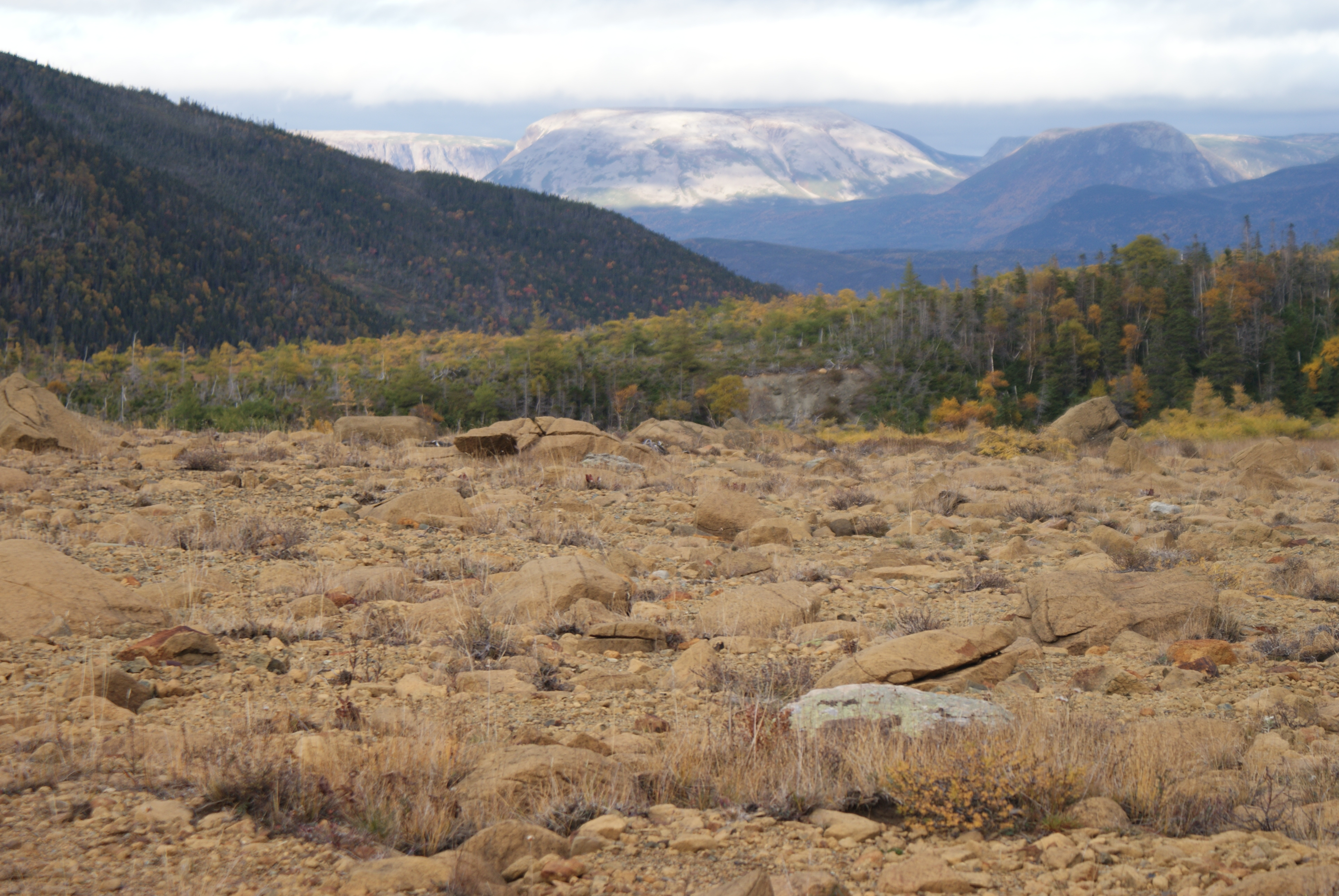
Der Gros Morne von den Tablelands aus gesehen

Gros Morne ist ein Berg auf der Insel Neufundland (NL, Kanada). Er ist der Namensgeber für den Gros-Morne-Nationalpark, dem größten Nationalpark auf der Insel, und Teil der Long Range Mountains, einem Ausläufer der Appalachen.
Gros Morne befindet sich, wie auch der Nationalpark, im Westen der Insel, nahe der kleinen Stadt Rocky Harbour. Mit seinen 807 m ist er der zweithöchste Berg der Insel, lediglich der Berg The Cabox ist höher. Unterhalb seiner Nordflanke befindet sich der See Ten Mile Pond.
Der Berg kann von Wanderern bestiegen werden. Dazu sind teilweise befestigte Pfade zum Berg und vom Berg herab eingerichtet. Der Pfad auf den Berg führt über unbefestigtes Geröll, ist 16 km lang und innerhalb von sieben bis acht Stunden zu bewältigen.